# Musaranya d'espatlla ratllada
La musaranya d'espatlla ratllada (Sorex cylindricauda) és una espècie de musaranya endèmica de la Xina.
Es troba amenaçada per la pèrdua del seu hàbitat natural.